# Emanuele Taddei
Emanuele Taddei (Barletta, 18 febbraio 1771 – Napoli, 13 aprile 1839) è stato un tipografo e giornalista italiano.

## Biografia
Emanuele Taddei nacque a Barletta il 18 febbraio del 1771. Studiò a Napoli sotto gli insegnamenti di Carlo Lauberg e con la nascita della Repubblica Napoletana, si ritagliò uno spazio importante alla corte rivoluzionaria e filofrancese della capitale meridionale.
Fondò insieme ad altri quattro letterati il Corriere di Napoli.
Tra le sue opere più importanti abbiamo l'orazione funebre per Maria Carolina d'Asburgo-Lorena, un compendio sul Teatro San Carlo di Napoli e un'opera sulle memoria rivoluzionaria del Regno Borbonico.